# Brahmanandam
Kanneganti Brahmanandam (Sattenapalle, 1 de fevereiro de 1956) é um ator e comediante indiano. Ele trabalha sobretudo na indústria de filmes em língua telugo, mas também já interpretou papéis em tâmil, canarim e Hindi. Sua estreia ocorreu em 1987, na comédia Aha Naa Pellanta.
Em trinta anos de carreira, Brahmanandam já atuou em mais de mil filmes (fato este que lhe rendeu um recorde no Guinness Book), além de ser um dos atores de comédia mais bem pagos do cinema indiano. Em 2009, ele foi condecorado com a Padma Shri, pelas suas contribuições às produções cinematográficas indianas.

## Vida e carreira

### Pessoal
Brahmanandam nasceu na cidade de Sattenapalle, localizada em Guntur, um distrito do estado indiano de Andhra Pradesh. Antes de atuar em filmes, ele era um professor de Telugu em Attili, uma cidade situada no distrito de Godavari Ocidental. Casou-se com Lakshmi e tem dois filhos com ela, sendo Raja Gautam e Siddarth os seus nomes. Ele se tornou avô em 2017, com o nascimento do filho de Raja Gautam.
Em 14 de janeiro de 2019, Brahmanandam passou por uma cirurgia de revascularização do coração, então realizada no Instituto Asiático do Coração (em inglês: Asian Heart Institute - AHI), na cidade de Mumbai.

### Prêmios e honrarias
Ao longo de sua carreira, Brahmanandam acumulou diversas conquistas em suas ações na área.
- Honras civis: em janeiro de 2009, o governo da Índia lhe outorgou o título de Padma Shr, o quarto maior prêmio civil do país, por suas contribuições para a arte indiana.[4]
- Guinness Book: como o ator vivo que mais foi creditado em filmes.[9]
- Prêmio Filmfare: o ator recebeu o prêmio em 1992, por sua participação no filme Babai Hotel (comédia dramática de 1992), quando interpretou Rama Chandra Moorti.[10]
- Prêmio Filmfare de Melhor Comédia - Telugu: o ator recebeu o prêmio em 2002, por sua participação no filme Manmadhudu (comédia romântica de 2002), quando interpretou Lavangam.[10]

Além destas premiações citadas, o ator já conquistou cinco prêmios estaduais Nandi, três South Indian International Movie Awards e seis CineMAA Awards.